# Tsjerkaskoelcultuur
De Tsjerkaskoelcultuur (Russisch: Черкаскульская культура) is een archeologische cultuur uit de bronstijd, gelegen in de zuidelijke Oeral en West-Siberië. De naam komt van het Tsjerkaskoel-meer, gelegen in het district Kasli van de oblast Tsjeljabinsk. Ze werd voor het eerst beschreven in 1964 door door Konstantin Salnikov. Vermoedelijk werd de cultuur gedragen door de voorouders van de Oegriërs.

## Ontstaan
De cultuur vormde zich op basis van de Ajatcultuur, die zich in het noorden op het grondgebied van de huidige oblast Sverdlovsk bevond. Ze werd sterk beïnvloed door de Andronovocultuur en beïnvloedde de vorming van de Ananjinocultuur en Mezjovkacultuur.
Er zijn aanwijzingen over banden tussen de Tsjerkaskoelcultuur en het Sejma-Toerbino-fenomeen.

## Economie
De basis van de economie was de veeteelt (runderen, paarden en varkens), jacht en visserij.
Het aardewerk werd gedecoreerd met geometrische patronen.
Begrafenissen vonden plaats onder grafheuvels. Er zijn sporen van crematie gevonden.